# Espiel
Espiel er en by og kommune i det sydlige Spanien i provinsen Córdoba. Den har et indbyggertal på 2.341 (2024) indbyggere.